# 全国専門学校卓球連盟
全国専門学校卓球連盟（ぜんこくせんもんがっこうたっきゅうれんめい）とは、日本における専修学校に所属する卓球チームを統括する競技団体。

## 沿革
・1976年　第1回全国専修学校学校学校各種学校総連合会卓球大会開催
- 1985年　第1回全国専門学校卓球選手権大会を開催
- 2024年　文部科学大臣杯争奪　全国専門学校総合体育大会　第40回記念全国専門学校卓球選手権大会開催予定

## 運営大会
- 全国専門学校卓球選手権大会